# Chris Innis
Christina Jean Innis (* 20. März 1966 in San Diego, Kalifornien) ist eine amerikanische Filmeditorin und Oscar-Preisträgerin.

## Leben
Chris Innis ist das älteste von drei Kindern des Architekten Donald Innis (* 1931). Sie studierte Film an der University of California, Berkeley, wo sie ihr Studium mit einem B.A. abschloss. Während ihres Studiums machte sie erste Praktika im Filmgeschäft und arbeitete 1987 erstmals als Schnittassistentin bei der Independentproduktion West Is West von David Rathod. Am California Institute of the Arts absolvierte Innis anschließend ein postgraduales Studium und erwarb einen M.F.A. Sie drehte mehrere Studentenfilme, darunter 1990 den Kurzfilm Love Pig nach einer Short Story von Charles Bukowski, und arbeitete an Musikvideos und Karaokevideos. Praktische Erfahrung im Schneideraum sammelte sie zu dieser Zeit vor allem bei Pietro Scalia, für den sie zunächst als Praktikantin (1991 beim oscargekrönten JFK), dann als Schnittassistentin (1995 bei The Quick and the Dead und beim Pilotfilm zu American Gothic) und schließlich als Co-Editorin (1997 bei G.I. Jane) arbeitete.
Bei der Arbeit an der von Sam Raimi und Rob Tapert produzierten Fernsehserie American Gothic (1995/96) lernte Innis ihren späteren Ehemann Bob Murawski kennen, der bereits seit Army of Darkness (1992) als Filmeditor für Raimi tätig war. In der Folge arbeitete Innis an mehreren von Murawski geschnittenen Sam-Raimi-Filmen mit: bei The Gift (2000) und Spider-Man (2002) zeichnete sie für den Musikschnitt verantwortlich, bei Spider-Man 3 (2007) war sie Schnittassistentin.
Daneben befasst sich Innis seit Ende der 1990er Jahre mit der Restaurierung und dem Remastering klassischer Horrorfilme von Regisseuren wie Umberto Lenzi, Ruggero Deodato und Lucio Fulci für die von ihrem Ehemann betriebenen DVD-Labels Grindhouse Releasing und Box Office Spectaculars.
Der erste Kinofilm, bei dem Innis und Murawski gemeinsam und gleichberechtigt für den Schnitt verantwortlich zeichneten, war der im August 2008 auf den Filmfestspielen von Venedig uraufgeführte The Hurt Locker von Regisseurin Kathryn Bigelow. Für diese Arbeit erhielten die beiden 2010 den Eddie Award der ACE, den BAFTA Award, den Boston Society of Film Critics Award und den Oscar.

## Filmografie
als Filmeditorin:
- 1995/96: American Gothic (TV-Serie, mehrere Episoden)
- 1999: X-treme Teens (The Boy with the X-Ray Eyes) – Regie: Jeff Burr
- 2008: Tödliches Kommando – The Hurt Locker (The Hurt Locker) – Regie: Kathryn Bigelow

als Regisseurin, Drehbuchautorin, Produzentin und Filmeditorin:
- 1990: Love Pig (Kurzfilm)
- 1998: Vermin